# Cool Hipnoise
Cool Hipnoise est un groupe de portugais de hip-hop, funk et soul.

## Histoire
Le groupe se forme en 1994 à Lisbonne. Il est composé de Tiago Santos (guitare), João Gomes et José Canelas (claviers), Paulo Muiños (saxophone), Nuno Reis (trompette), Francisco Rebelo (basse) et Melo D (chant),.
En 1995, ils signent avec le label Valentim de Carvalho, NorteSul, avec lequel ils sortent leur premier album, Nascer do Soul, produit par Luke Williamson (Big Chees All Stars),. Deux ans plus tard, En 1997, ils sortent l'album Missão Groove, sur lequel ils collaborent avec l'Allemand Ralf Droesemeyer (Agogo Records) et l'Anglais Nick Manasseh, et qui leur vaut le prix du « meilleur album » décerné par le magazine Blitz,. La même année, ils reçoivent le disque d'argent. Une édition spéciale est sortie avec une nouvelle pochette et de nouvelles chansons.
Le groupe tente de s'internationaliser avec une certaine prudence. Il fait entendre parer de lui en Espagne et en France. Melo D finit par quitter le groupe et ils commencent à collaborer avec différents chanteurs. En 2000, l'album Música Exótica para filmes, rádio e televisão est publié, avec divers collaborateurs tels que Simone de Oliveira, la Brésilienne Fernanda Abreu, The Last Poets,  Marga Munguambe, Orlando Santos, et Sónia Tavares,.
Le dernier album du groupe sort en 2006, un disque portant le même nom, dont le point fort est Kita Essa Dama. Ils collaborent avec Tiago Bettencourt sur le morceau Ouve Bem de l'album UPA - Unidos para ajudar, auquel participent d'autres musiciens portugais, dont José Mário Branco,,. Ils se retrouvent en 2011 pour participer au disque hommage à José Afonso « Reintervenção », sur lequel ils interprètent le morceau Eu vou ser uma toupeira.

## Discographie
La discographie du groupe comprend,, :

### Albums studio
- 1995 : Nascer do Soul (CD, Nortesul)
- 1995 : Nascer do Soul + Remixes (2CD, Nortesul)
- 1996 : Missao Groove (CD, Nortesul)
- 1997 : Instrumental Jazz Junk Ep (Ep, Kami´Khaz
- 1995 : Missao Groove + Remixes (2CD, Nortesul)
- 2000 : Música Exótica Para Filmes, Rádio E TV (CD, Nortesul)[17]
- 2001 : Exótica Part II and Other Versions (CD, Nortesul)
- 2002 : Come As You Are (Sg, promo)
- 2003 : Select Cuts...Showcase and More (CD, Select Cuts)
- 2003 : Groove Junkies 1995-2003 (CD, Nortesul)
- 2005 : Groove Junkies 1995-2005 (2CD, EMI)
- 2005 : Groove Junkies 1995-2005 (CD, EMI)
- 2006 : Cool Hipnoise (CD, Som Livre)

### Participations à des compilations
- 1997 : Ritual Rock III - avec le morceau  Meu Amigo (Ao Vivo)
- 1998 : Ao Vivo Na Antena 3 - Soldadinho / Hidden By the Sea
- 1998 : Noites Longas - avec Sentir Livre (Pedro Passos Free Mix)
- 1998 : Tejo Beat - avec Change
- 1999 : XX Anos XX Bandas - avec Dantes
- 1999 : Chill On Kaos Vol.1 - avec Bossa Mé
- 2000 : Mundial 2002 - avec Huelaaa! (Canção Para Benjor)
- 2011 : Reintervenção
- 2011 : Leopoldina